# Aptinoderus
Aptinoderus is een geslacht van kevers uit de familie van de loopkevers (Carabidae). De wetenschappelijke naam van het geslacht is voor het eerst geldig gepubliceerd in 1919 door Hubenthal.

## Soorten
Het geslacht Aptinoderus omvat de volgende soorten:
- Aptinoderus cyaneus (Motschulsky, 1864)
- Aptinoderus cyanipennis (Chaudoir, 1876)
- Aptinoderus funebris (Peringuey, 1899)
- Aptinoderus peringueyi (Csiki, 1933)
- Aptinoderus umvotianus (Peringuey, 1904)